# Хада-Булак (Борзинский район)
Хада-Булак (бур. Хада булаг) — село в Борзинском районе Забайкальского края России. Административный центр сельского поселения «Хада-Булакское». Основано в 1764 году.

## Топонимика
В переводе с бурятского хада булаг означает «горный родник» (бур. хада — «гора» и булаг — «родник»). В данном случае позиционное существительное — хада — выполняет функцию прилагательного, и словосочетание хада булаг, которое буквально можно перевести как «гора-родник», имеет значение «горный родник».

## География
Село находится в южной части Забайкальского края, на берегах пади Мужиха, на расстоянии примерно 23 км (по прямой) к северу от города Борзя, административного центра района. Абсолютная высота — 806 м над уровнем моря.
Климат
Климат характеризуется как резко континентальный с продолжительной морозной и малоснежной зимой и тёплым (временами жарким), неравномерно увлажнённым летом. Средняя температура воздуха самого холодного месяца (января) составляет от −26 °C до −29 °C; средняя температура самого тёплого месяца (июля) — 19 — 21 °C. Среднегодовое количество атмосферных осадков составляет 250—310 мм.
Часовой пояс
Село Хада-Булак находится в часовой зоне МСК+6. Смещение применяемого времени относительно UTC составляет +9:00.

## Население
| 1989 | 2002 | 2010 | 2012 | 2013 | 2014 | 2015 |
| ---- | ---- | ---- | ---- | ---- | ---- | ---- |
| 811  | ↗928 | ↘658 | ↘646 | ↘628 | ↗629 | ↘615 |
| 2021 |      |      |      |      |      |      |
| ↘496 |      |      |      |      |      |      |

Половой состав
По данным Всероссийской переписи населения 2010 года, в гендерной структуре населения мужчины составляли 50,9 %, женщины — соответственно 49,1 %.
Национальный состав
Согласно результатам переписи 2002 года, в национальной структуре населения русские составляли 85 % из 928 чел.

## Улицы
- ул. Нагорная,
- ул. Новая,
- ул. Юбилейная[14].

## Инфраструктура
В селе функционируют средняя общеобразовательная школа, детский сад, фельдшерско-акушерский пункт и дом культуры.